# Хоккейный Евротур 2014/2015
19-й по счёту Хоккейный Евротур прошёл в 2014—2015 годах. В турнире участвовали 4 сборные: Россия, Финляндия, Чехия и Швеция. Формат Евротура изменился: остались Кубок Карьяла и Кубок Первого канала. Шведский и чешский этапы не состоялись, вместо них команды провели по две выездные встречи на полях противника.

## Кубок Карьяла
Игры на Кубок Карьяла прошли с 6 по 9 ноября 2014 года. Турнир проводился в Финляндии. Вынесенный матч Швеция — Россия был сыгран в Швеции (Лександ). Победителем турнира стала сборная Швеции.

### Турнирная таблица
| Сборная   | И | В | ВО | ВБ | ПБ | ПО | П | ШЗ | ШП | О |
| --------- | - | - | -- | -- | -- | -- | - | -- | -- | - |
| Швеция    | 3 | 1 | 0  | 2  | 0  | 0  | 0 | 12 | 7  | 7 |
| Финляндия | 3 | 2 | 0  | 0  | 0  | 0  | 1 | 8  | 6  | 6 |
| Россия    | 3 | 1 | 0  | 0  | 1  | 0  | 1 | 10 | 13 | 4 |
| Чехия     | 3 | 0 | 0  | 0  | 1  | 0  | 2 | 6  | 10 | 1 |

### Матчи турнира
| 6 ноября 2014 | Швеция | 5 : 4 Б (2:0, 1:3, 1:1) | Россия | «Тегера Арена», Лександ Зрителей: 6634 |

| Отчёт | Отчёт                                                                        | Отчёт | Отчёт                             | Отчёт                        |
| --- | ---------------------------------------------------------------------------- | --- | --------------------------------- | ---------------------------- |
| |                                                                              | |                                   |                              |
| | Андерс Нильссон (00:00 — 65:00)                                              | Вратари | Станислав Галимов (00:00 — 65:00) | Судьи: Ян Грибик Павел Годек |
| | Голы:                                                                        | |                                   | Судьи: Ян Грибик Павел Годек |
| Патрик Херсли (Никлас Даниэльссон, Линус Класен) (5x4) — 01:35 Андреас Энгквист (Тед Бритен) (4x5) — 12:21 Давид Улльстрём (Александер Урбом) — 36:09 Том Ванделль (Юхан Франссон) (5x4) — 45:04 Андре Петерссон (ПБ) Линус Класен | 1 : 0 2 : 0 2 : 1 2 : 2 : 3 : 3 4 : 3 4 : 4 Буллиты: 1 : 0 1 : 0 2 : 0 2 : 0 | 30:50 — Дмитрий Кугрышев (Антон Слепышев) 31:41 — Денис Кокарев (Илья Зубов) 34:03 (5x4) — Александр Радулов (Илья Зубов) 45:57 — Антон Слепышев (Дмитрий Кугрышев) Александр Радулов (сейв) Дмитрий Кугрышев (мимо) |                                   | Судьи: Ян Грибик Павел Годек |
| |                                                                              | |                                   | Судьи: Ян Грибик Павел Годек |
| |                                                                              | |                                   | Судьи: Ян Грибик Павел Годек |
| |                                                                              | |                                   | Судьи: Ян Грибик Павел Годек |
| 16 мин | Штраф                                                                        | 10 мин |                                   | Судьи: Ян Грибик Павел Годек |
| |                                                                              | |                                   |                              |
| | 33                                                                           | Броски | 29                                |                              |

| 6 ноября 2014 | Финляндия | 2 : 1 (1:0, 1:1, 0:0) | Чехия | «Хартвалл Арена», Хельсинки Зрителей: 7026 |

| Отчёт | Отчёт                       | Отчёт                                  | Отчёт                          | Отчёт                           |
| --- | --------------------------- | -------------------------------------- | ------------------------------ | ------------------------------- |
| |                             |                                        |                                |                                 |
| | Юха Метсола (00:00 — 60:00) | Вратари                                | Павел Францоуз (00:00 — 58:49) | Судьи: Тобиас Бьёрк Линус Элунд |
| | Голы:                       |                                        |                                | Судьи: Тобиас Бьёрк Линус Элунд |
| Яркко Иммонен (Янне Песонен, Вилле Койстинен) (5x4) — 16:15 Олли Палола (Илари Фильппула, Микко Коуса) (5x4) — 31:27 | 1 : 0 1 : 1 2 : 1           | 24:24 — Радек Смоленяк (Томаш Кубалик) |                                | Судьи: Тобиас Бьёрк Линус Элунд |
| |                             |                                        |                                | Судьи: Тобиас Бьёрк Линус Элунд |
| |                             |                                        |                                | Судьи: Тобиас Бьёрк Линус Элунд |
| |                             |                                        |                                | Судьи: Тобиас Бьёрк Линус Элунд |
| 4 мин | Штраф                       | 10 мин                                 |                                | Судьи: Тобиас Бьёрк Линус Элунд |
| |                             |                                        |                                |                                 |
| | 23                          | Броски                                 | 29                             |                                 |

| 8 ноября 2014 | Финляндия | 6 : 2 (1:1, 4:1, 1:0) | Россия | «Хартвалл Арена», Хельсинки Зрителей: 11 781 |

| Отчёт | Отчёт                                       | Отчёт | Отчёт                            | Отчёт                           |
| --- | ------------------------------------------- | --- | -------------------------------- | ------------------------------- |
| |                                             | |                                  |                                 |
| | Атте Энгрен ( 00:00 — 60:00)                | Вратари | Василий Кошечкин (00:00 — 60:00) | Судьи: Тобиас Бьёрк Линус Элунд |
| | Голы:                                       | |                                  | Судьи: Тобиас Бьёрк Линус Элунд |
| Яркко Иммонен (Юусо Хиетанен, Вилле Койстинен) (5x4) — 19:36 Янне Песонен (Яркко Иммонен) — 23:05 Эса Линделль (Леннарт Петрелль) — 28:55 Кристиан Някювя (Теэму Хартикайнен, Атте Охтамаа) — 30:03 Оскар Осала (Томми Кивистё, Илари Фильппула) — 31:10 Теэму Хартикайнен (Юха-Пекка Хютёнен, Атте Охтамаа) — 51:54 | 0 : 1 : 1 1 : 2 : 2 3 : 2 4 : 2 5 : 2 6 : 2 | 10:45 — Артемий Панарин (Егор Аверин, Илья Ковальчук) 20:30 — Денис Кокарев (Евгений Медведев, Александр Радулов) |                                  | Судьи: Тобиас Бьёрк Линус Элунд |
| |                                             | |                                  | Судьи: Тобиас Бьёрк Линус Элунд |
| |                                             | |                                  | Судьи: Тобиас Бьёрк Линус Элунд |
| |                                             | |                                  | Судьи: Тобиас Бьёрк Линус Элунд |
| 8 мин | Штраф                                       | 6 мин |                                  | Судьи: Тобиас Бьёрк Линус Элунд |
| |                                             | |                                  |                                 |
| | 25                                          | Броски | 30                               |                                 |

| 8 ноября 2014 | Швеция | 4 : 3 Б (0:0, 3:3, 0:0) | Чехия | «Хартвалл Арена», Хельсинки Зрителей: 2994 |

| Отчёт | Отчёт                                                                  | Отчёт | Отчёт                        | Отчёт                                 |
| --- | ---------------------------------------------------------------------- | --- | ---------------------------- | ------------------------------------- |
| |                                                                        | |                              |                                       |
| | Андерс Нильссон (00:00 — 65:00)                                        | Вратари | Шимон Грубец (00:00 — 65:00) | Судьи: Микко Каукокари Алекси Рантала |
| | Голы:                                                                  | |                              | Судьи: Микко Каукокари Алекси Рантала |
| Джимми Эрикссон (Патрик Херсли) (5x4) — 21:17 Джимми Эрикссон (Маркус Паульссон) — 21:39 Андре Петерссон (Линус Класен, Юхан Франссон) — 39:46 Андреас Энгквист (сейв) Линус Класен (ПБ) Андре Петерссон | 1 : 0 2 : 0 2 : 1 2 : 2 : 3 : 3 Буллиты: 0 : 0 0 : 0 1 : 0 1 : 0 2 : 0 | 22:20 — Томаш Филиппи (Томаш Кубалик) 34:52 (5x4) — Пётр Заморский (Владимир Свачина) 39:25 — Радек Смоленяк (Лукаш Радил, Михал Бирнер) (сейв) Радек Смоленяк (сейв) Владимир Свачина |                              | Судьи: Микко Каукокари Алекси Рантала |
| |                                                                        | |                              | Судьи: Микко Каукокари Алекси Рантала |
| |                                                                        | |                              | Судьи: Микко Каукокари Алекси Рантала |
| |                                                                        | |                              | Судьи: Микко Каукокари Алекси Рантала |
| 8 мин | Штраф                                                                  | 8 мин |                              | Судьи: Микко Каукокари Алекси Рантала |
| |                                                                        | |                              |                                       |
| | 22                                                                     | Броски | 28                           |                                       |

| 9 ноября 2014 | Чехия | 2 : 4 (0:3, 1:0, 1:1) | Россия | «Хартвалл Арена», Хельсинки Зрителей: 3 729 |

| Отчёт                                                                      | Отчёт                               | Отчёт | Отчёт                        | Отчёт                            |
| -------------------------------------------------------------------------- | ----------------------------------- | --- | ---------------------------- | -------------------------------- |
|                                                                            |                                     | |                              |                                  |
|                                                                            | Павел Францоуз (00:00 — 60:00)      | Вратари | Илья Сорокин (00:00 — 60:00) | Судьи: Антти Боман Ансси Салонен |
|                                                                            | Голы:                               | |                              | Судьи: Антти Боман Ансси Салонен |
| Ондржей Роман (Владимир Свачина) — 43:11 Петр Голик (Михал Бирнер) — 57:50 | 0 : 1 0 : 2 0 : 3 1 : 3 1 : 4 2 : 4 | 00:54 — Артемий Панарин (Илья Ковальчук) 09:41 — Егор Аверин (Андрей Миронов, Илья Ковальчук) 17:12 — Артемий Панарин (Илья Ковальчук, Егор Аверин) 55:57 (5x4) — Александр Радулов, (Евгений Медведев, Егор Аверин) |                              | Судьи: Антти Боман Ансси Салонен |
|                                                                            |                                     | |                              | Судьи: Антти Боман Ансси Салонен |
|                                                                            |                                     | |                              | Судьи: Антти Боман Ансси Салонен |
|                                                                            |                                     | |                              | Судьи: Антти Боман Ансси Салонен |
| 26 мин                                                                     | Штраф                               | 22 мин |                              | Судьи: Антти Боман Ансси Салонен |
|                                                                            |                                     | |                              |                                  |
|                                                                            | 28                                  | Броски | 25                           |                                  |

| 9 ноября 2014 | Швеция | 3 : 0 (1:0, 2:0, 0:0) | Финляндия | «Хартвалл Арена», Хельсинки Зрителей: 11 563 |

| Отчёт | Отчёт                           | Отчёт   | Отчёт                       | Отчёт                                    |
| --- | ------------------------------- | ------- | --------------------------- | ---------------------------------------- |
| |                                 |         |                             |                                          |
| | Хенрик Карлссон (00:00 — 60:00) | Вратари | Атте Энгрен (00:00 — 60:00) | Судьи: Константин Оленин Алексей Раводин |
| | Голы:                           |         |                             | Судьи: Константин Оленин Алексей Раводин |
| Линус Класен (Юхан Франссон) — 17:58 Дик Аксельссон (Джимми Эрикссон, Андреас Турессон) — 23:08 Патрик Херсли (Калле Риддервалль) — 28:09 | 1 : 0 2 : 0 3 : 0               |         |                             | Судьи: Константин Оленин Алексей Раводин |
| |                                 |         |                             | Судьи: Константин Оленин Алексей Раводин |
| |                                 |         |                             | Судьи: Константин Оленин Алексей Раводин |
| |                                 |         |                             | Судьи: Константин Оленин Алексей Раводин |
| 12 мин | Штраф                           | 8 мин   |                             | Судьи: Константин Оленин Алексей Раводин |
| |                                 |         |                             |                                          |
| | 21                              | Броски  | 39                          |                                          |

### Статистика
Лучшим  вратарем Кубка Карьяла стал игрок сборной Швеции Хенрик Карлссон, сыгравший на турнире  1 матч, в котором отразил все 39 бросков по своим воротам. Коэффициент надежности голкипера Сборной Швеции составляет 100%.
Лучшим защитником турнира стал игрок сборной Финляндии Атте Охтамаа, набравший 2 (2+0) очков в 3 матчах.
Лучшим бомбардиром Кубка Карьяла стал игрок сборной Швеции Линус Класен, набравший в 3 матчах 5 (2+3) очка.
Лучшим снайпером Кубка Карьяла стал игрок сборной России Артемий Панарин, забивший в 2 матчах 3 шайбы.

### Индивидуальные награды
Лучшие игроки:
| Позиция    | Игрок           | Команда   |
| ---------- | --------------- | --------- |
| Вратарь    | Хенрик Карлссон | Швеция    |
| Защитник   | Атте Охтамаа    | Финляндия |
| Нападающий | Линус Класен    | Швеция    |

## Кубок Первого канала
Игры на Кубок Первого канала в этом сезоне прошли с 18 по 21 декабря 2014 года. Турнир проводился в России, а матч Чехия — Швеция был сыгран в Чехии. Победителем этапа досрочно стала сборная России.

### Турнирная таблица
| Сборная   | И | В | ВО | ВБ | ПБ | ПО | П | ШЗ | ШП | О |
| --------- | - | - | -- | -- | -- | -- | - | -- | -- | - |
| Россия    | 3 | 3 | 0  | 0  | 0  | 0  | 0 | 8  | 4  | 9 |
| Финляндия | 3 | 0 | 0  | 2  | 0  | 0  | 1 | 6  | 6  | 4 |
| Швеция    | 3 | 1 | 0  | 0  | 1  | 0  | 1 | 10 | 10 | 4 |
| Чехия     | 3 | 0 | 0  | 0  | 1  | 0  | 2 | 8  | 12 | 1 |

### Матчи турнира
| 18 декабря 2014 19:00 | Россия | 2 : 0 (1:0, 0:0, 1:0) | Финляндия | Ледовый дворец «Большой», Сочи Зрителей: 12 000 |

| Отчёт                                                                              | Отчёт              | Отчёт   | Отчёт       | Отчёт                               |
| ---------------------------------------------------------------------------------- | ------------------ | ------- | ----------- | ----------------------------------- |
|                                                                                    |                    |         |             |                                     |
|                                                                                    | Александр Ерёменко | Вратари | Атте Энгрен | Судьи: Владимир Пешина Мартин Франё |
|                                                                                    | Голы:              |         |             | Судьи: Владимир Пешина Мартин Франё |
| Евгений Медведев (Данис Зарипов) — 19:07 Сергей Плотников (Илья Ковальчук) — 59:43 | 1 : 0 2 : 0        |         |             | Судьи: Владимир Пешина Мартин Франё |
|                                                                                    |                    |         |             | Судьи: Владимир Пешина Мартин Франё |
|                                                                                    |                    |         |             | Судьи: Владимир Пешина Мартин Франё |
|                                                                                    |                    |         |             | Судьи: Владимир Пешина Мартин Франё |
| 10 мин                                                                             | Штраф              | 10 мин  |             | Судьи: Владимир Пешина Мартин Франё |
|                                                                                    |                    |         |             |                                     |
|                                                                                    | 26                 | Броски  | 27          |                                     |

| 18 декабря 2014 20:30 (МСК) | Чехия | 4 : 6 (2:0, 2:3, 0:3) | Швеция | «O2 Арена», Прага Зрителей: 16 348 |

| Отчёт | Отчёт                                                     | Отчёт | Отчёт           | Отчёт                          |
| --- | --------------------------------------------------------- | --- | --------------- | ------------------------------ |
| |                                                           | |                 |                                |
| | Павел Францоуз                                            | Вратари | Андерс Нильссон | Судьи: Антти Боман Яри Левонен |
| | Голы:                                                     | |                 | Судьи: Антти Боман Яри Левонен |
| Ян Коварж (Лукаш Радил, Клепиш) — 13:04 Михал Бирнер (Роман Горак) — 13:56 Роман Червенка (Якуб Клепиш) — 23:26 Ондржей Немец (Роман Червенка, Лукаш Крайчек) — 35:21 | 1 : 0 2 : 0 3 : 0 3 : 1 3 : 2 3 : 3 4 : 3 4 : 4 : 5 4 : 6 | 30:17 — Патрик Херсли (Джимми Эрикссон, Линус Умарк) 30:33 — Патрик Херсли (Андре Петерссон) 31:31 — Юхан Франссон (Линус Умарк, Оскар Мёллер) 43:17 — Юхан Франссон (Джимми Эрикссон, Линус Умарк) 54:56 — Маттиас Янмарк-Нюлен (Юнас Юнланд) 56:15 — Андреас Юнссон (Маттиас Шёгрен) |                 | Судьи: Антти Боман Яри Левонен |
| |                                                           | |                 | Судьи: Антти Боман Яри Левонен |
| |                                                           | |                 | Судьи: Антти Боман Яри Левонен |
| |                                                           | |                 | Судьи: Антти Боман Яри Левонен |
| 16 мин | Штраф                                                     | 31 мин |                 | Судьи: Антти Боман Яри Левонен |
| |                                                           | |                 |                                |
| | 24                                                        | Броски | 33              |                                |

| 20 декабря 2014 14:00 | Швеция | 2 : 3 (0:1, 2:1, 0:1) | Россия | Ледовый дворец «Большой», Сочи Зрителей: 10 100 |

| Отчёт                                                                     | Отчёт                     | Отчёт | Отчёт              | Отчёт                               |
| ------------------------------------------------------------------------- | ------------------------- | --- | ------------------ | ----------------------------------- |
|                                                                           |                           | |                    |                                     |
|                                                                           | Хенрик Карлссон           | Вратари | Константин Барулин | Судьи: Мартин Франё Владимир Пешина |
|                                                                           | Голы:                     | |                    | Судьи: Мартин Франё Владимир Пешина |
| Джимми Эрикссон (Линус Умарк, Оскар Мёллер) — 24:20 Патрик Херсли — 28:20 | 0 : 1 : 1 2 : 1 2 : 2 : 3 | 04:57 — Антон Белов (Максим Чудинов, Илья Ковальчук) 38:10 — Илья Ковальчук (Максим Чудинов, Вадим Шипачев) 43:10 — Илья Ковальчук |                    | Судьи: Мартин Франё Владимир Пешина |
|                                                                           |                           | |                    | Судьи: Мартин Франё Владимир Пешина |
|                                                                           |                           | |                    | Судьи: Мартин Франё Владимир Пешина |
|                                                                           |                           | |                    | Судьи: Мартин Франё Владимир Пешина |
| 12 мин                                                                    | Штраф                     | 12 мин |                    | Судьи: Мартин Франё Владимир Пешина |
|                                                                           |                           | |                    |                                     |
|                                                                           | 27                        | Броски | 19                 |                                     |

| 20 декабря 2014 18:00 | Финляндия | 3 : 2 Б (1:0, 0:2, 1:0) | Чехия | Ледовый дворец «Большой», Сочи Зрителей: 4 684 |

| Отчёт | Отчёт                          | Отчёт                                                                       | Отчёт                       | Отчёт                                    |
| --- | ------------------------------ | --------------------------------------------------------------------------- | --------------------------- | ---------------------------------------- |
| |                                |                                                                             |                             |                                          |
| | Микко Коскинен (00:00 - 65:00) | Вратари                                                                     | Якуб Коварж (00:00 - 65:00) | Судьи: Вячеслав Буланов Сергей Карабанов |
| | Голы:                          |                                                                             |                             | Судьи: Вячеслав Буланов Сергей Карабанов |
| Сами Леписто (Харри Песонен, Теему Рамстедт) — 19:02 Сакари Салминен (Сами Леписто, Юусо Хиетанен) — 41:48 Йоонас Донской ПБ — 65:00 | 1 : 0 1 : 1 : 2 : 2 3 : 2      | 23:42 — Лукаш Радил (Владимир Соботка) 25:53 — Доминик Симон (Войтех Мозик) |                             | Судьи: Вячеслав Буланов Сергей Карабанов |
| |                                |                                                                             |                             | Судьи: Вячеслав Буланов Сергей Карабанов |
| |                                |                                                                             |                             | Судьи: Вячеслав Буланов Сергей Карабанов |
| |                                |                                                                             |                             | Судьи: Вячеслав Буланов Сергей Карабанов |
| 8 мин | Штраф                          | 12 мин                                                                      |                             | Судьи: Вячеслав Буланов Сергей Карабанов |
| |                                |                                                                             |                             |                                          |
| | 22                             | Броски                                                                      | 32                          |                                          |

| 21 декабря 2014 14:00 | Россия | 3 : 2 (2:0, 1:0, 0:2) | Чехия | Ледовый дворец «Большой», Сочи Зрителей: 10 453 |

| Отчёт | Отчёт                             | Отчёт                                                                          | Отчёт                       | Отчёт                               |
| --- | --------------------------------- | ------------------------------------------------------------------------------ | --------------------------- | ----------------------------------- |
| |                                   |                                                                                |                             |                                     |
| | Станислав Галимов — (00:00-60:00) | Вратари                                                                        | Якуб Коварж — (00:00-59:18) | Судьи: Микаэль Шёквист Маркус Линде |
| | Голы:                             |                                                                                |                             | Судьи: Микаэль Шёквист Маркус Линде |
| Александр Кутузов (Илья Зубов, Денис Паршин) — 14:16 Игорь Григоренко (Денис Паршин, Илья Зубов) — 19:30 Егор Аверин (Данис Зарипов) — 24:21 | 1 : 0 2 : 0 3 : 0 3 : 1 3 : 2     | 31:06 — Ян Коварж (Войтех Мозик, Эрик Грня) 47:38 — Эрик Грня (Мартин Затович) |                             | Судьи: Микаэль Шёквист Маркус Линде |
| |                                   |                                                                                |                             | Судьи: Микаэль Шёквист Маркус Линде |
| |                                   |                                                                                |                             | Судьи: Микаэль Шёквист Маркус Линде |
| |                                   |                                                                                |                             | Судьи: Микаэль Шёквист Маркус Линде |
| 6 мин | Штраф                             | 6 мин                                                                          |                             | Судьи: Микаэль Шёквист Маркус Линде |
| |                                   |                                                                                |                             |                                     |
| | 21                                | Броски                                                                         | 19                          |                                     |

| 21 декабря 2014 18:00 | Финляндия | 3 : 2 Б (1:0, 1:2, 0:0) | Швеция | Ледовый дворец «Большой», Сочи Зрителей: 3 641 |

| Отчёт | Отчёт                          | Отчёт | Отчёт                           | Отчёт                                    |
| --- | ------------------------------ | --- | ------------------------------- | ---------------------------------------- |
| |                                | |                                 |                                          |
| | Микко Коскинен (00:00 - 65:00) | Вратари | Хенрик Карлссон (00:00 - 65:00) | Судьи: Алексей Анисимов Вячеслав Буланов |
| | Голы:                          | |                                 | Судьи: Алексей Анисимов Вячеслав Буланов |
| Йоонас Донской (Сами Леписто) — 13:36 Сакари Салминен (Сами Леписто, Яркко Иммонен) —29:14 Сакари Салминен ПБ — 65:00 | 1 : 0 1 : 1 2 : 1 2 : 2 3 : 2  | 23:14 — Оскар Мёллер (Патрик Херсли, Джимми Эрикссон) 37:34 — Джимми Эрикссон (Патрик Херсли, Линус Умарк) |                                 | Судьи: Алексей Анисимов Вячеслав Буланов |
| |                                | |                                 | Судьи: Алексей Анисимов Вячеслав Буланов |
| |                                | |                                 | Судьи: Алексей Анисимов Вячеслав Буланов |
| |                                | |                                 | Судьи: Алексей Анисимов Вячеслав Буланов |
| 12 мин | Штраф                          | 16 мин |                                 | Судьи: Алексей Анисимов Вячеслав Буланов |
| |                                | |                                 |                                          |
| | 27                             | Броски | 38                              |                                          |

### Индивидуальные награды
Лучшие игроки:
| Позиция    | Игрок           | Команда   |
| ---------- | --------------- | --------- |
| Вратарь    | Хенрик Карлссон | Швеция    |
| Защитник   | Сами Лепистё    | Финляндия |
| Нападающий | Данис Зарипов   | Россия    |

## III этап
| 5 февраля 2015 20:30 МСК | Чехия | 3 : 0 (1:0, 2:0, 0:0) | Россия | КВ Арена, Карловы Вары Зрителей: 5 985 |

| Отчёт | Отчёт                         | Отчёт           | Отчёт                              | Отчёт                               |
| --- | ----------------------------- | --------------- | ---------------------------------- | ----------------------------------- |
| |                               |                 |                                    |                                     |
| | Александр Салак — 00:00-60:00 | Вратари         | 00:00-60:00 — Александр Шарыченков | Судьи: Микаэль Шёквист Тобиас Бьёрк |
| | Голы:                         |                 |                                    | Судьи: Микаэль Шёквист Тобиас Бьёрк |
| Петр Коукал (М. Гулаш, М. Вондрка) — 02:55 Доминик Симон (М. Ручински) — 32:27 Михал Вондрка (М. Кемпны) — 34:50 | 1:0 2:0 3:0                   |                 |                                    | Судьи: Микаэль Шёквист Тобиас Бьёрк |
| |                               |                 |                                    | Судьи: Микаэль Шёквист Тобиас Бьёрк |
| |                               |                 |                                    | Судьи: Микаэль Шёквист Тобиас Бьёрк |
| |                               |                 |                                    | Судьи: Микаэль Шёквист Тобиас Бьёрк |
| 31 (0+2+29) мин                                                                                                  | Штраф                         | 29 (0+2+27) мин |                                    | Судьи: Микаэль Шёквист Тобиас Бьёрк |
| |                               |                 |                                    |                                     |
| | 25 (10+11+4)                  | Броски          | 20 (5+5+10)                        |                                     |

| 6 февраля 2015 15:00 МСК | Чехия | 4 : 3 (2:2, 1:0, 1:1) | Россия | «O2 Арена», Прага Зрителей: 17 000 |

| Отчёт | Отчёт                         | Отчёт | Отчёт                              | Отчёт                               |
| --- | ----------------------------- | --- | ---------------------------------- | ----------------------------------- |
| |                               | |                                    |                                     |
| | Александр Салак — 00:00-60:00 | Вратари | 00:00-60:00 — Александр Шарыченков | Судьи: Микаэль Шёквист Тобиас Бьёрк |
| | Голы:                         | |                                    | Судьи: Микаэль Шёквист Тобиас Бьёрк |
| Михал Вондрка (Т. Зогорна, П. Коукал) — 07:38 Томаш Зогорна (О. Роман, М. Затёвич) — 09:52 Михал Вондрка (М. Шевц, М. Кемпны) — 29:32 Владимир Свачина — 55:33 (Б) | 1:0 2:0 2:1 2:2 3:2 3:3 4:3   | 10:22 — Антон Слепышев (М. Григорьев) 11:16 — Антон Лазарев (А. Локтионов) 45:41 — Андрей Попов (Ал. Попов, А. Глинкин) |                                    | Судьи: Микаэль Шёквист Тобиас Бьёрк |
| |                               | |                                    | Судьи: Микаэль Шёквист Тобиас Бьёрк |
| |                               | |                                    | Судьи: Микаэль Шёквист Тобиас Бьёрк |
| |                               | |                                    | Судьи: Микаэль Шёквист Тобиас Бьёрк |
| 12 (4+6+2) мин | Штраф                         | 20 (5+6+9) мин |                                    | Судьи: Микаэль Шёквист Тобиас Бьёрк |
| |                               | |                                    |                                     |
| | 31 (12+12+7)                  | Броски | 10 (4+6+0)                         |                                     |

| 6 февраля 2015 21:00 МСК | Швеция | 0 : 1 прерван во 2-м периоде | Финляндия | АББ Арена, Вестерос |

| Отчёт | Отчёт                         | Отчёт                | Отчёт                    | Отчёт                             |
| ----- | ----------------------------- | -------------------- | ------------------------ | --------------------------------- |
|       |                               |                      |                          |                                   |
|       | Оскар Алсенфелт — 00:00-60:00 | Вратари              | 00:00-60:00 — Юусе Сарос | Судьи: Владимир Шиндлер Робин Шир |
|       | Голы:                         |                      |                          | Судьи: Владимир Шиндлер Робин Шир |
|       | 0 : 1                         | 17:04 — Янне Песонен |                          | Судьи: Владимир Шиндлер Робин Шир |
|       |                               |                      |                          | Судьи: Владимир Шиндлер Робин Шир |
|       |                               |                      |                          | Судьи: Владимир Шиндлер Робин Шир |
|       |                               |                      |                          | Судьи: Владимир Шиндлер Робин Шир |
|       |                               |                      |                          | Судьи: Владимир Шиндлер Робин Шир |
|       |                               |                      |                          |                                   |

| 8 февраля 2015 17:00 МСК | Швеция | 3 : 2 (2:1, 1:1, 0:0) | Финляндия | Глобен-Арена, Стокгольм Зрителей: 12 496 |

| Отчёт | Отчёт                                                       | Отчёт                                                                      | Отчёт                     | Отчёт                             |
| --- | ----------------------------------------------------------- | -------------------------------------------------------------------------- | ------------------------- | --------------------------------- |
| |                                                             |                                                                            |                           |                                   |
| | Маркус Свенссон — 00:00-35:44 Оскар Алсенфелт — 35:44-60:00 | Вратари                                                                    | 00:00-60:00 — Атте Энгрен | Судьи: Владимир Шиндлер Робин Шир |
| | Голы:                                                       |                                                                            |                           | Судьи: Владимир Шиндлер Робин Шир |
| Стаффан Крунвалль (М. Серенсен, О. Сундквист) — 18:28 Никлас Даниэльссон (Д. Улльстрем) — 18:48 Мартин Юханссон — 35:44 | 0:1 1:1 2:1 3:1 3:2                                         | 18:11 — Кристиан Някювя (Й. Донской, М. Коуса) 39:46 (бол) — Ансси Салмела |                           | Судьи: Владимир Шиндлер Робин Шир |
| |                                                             |                                                                            |                           | Судьи: Владимир Шиндлер Робин Шир |
| |                                                             |                                                                            |                           | Судьи: Владимир Шиндлер Робин Шир |
| |                                                             |                                                                            |                           | Судьи: Владимир Шиндлер Робин Шир |
| 12 мин | Штраф                                                       | 10 мин                                                                     |                           | Судьи: Владимир Шиндлер Робин Шир |
| |                                                             |                                                                            |                           |                                   |
| | 23                                                          | Броски                                                                     | 29                        |                                   |

## IV этап
| 16 апреля 2015 18:30 МСК | Финляндия | 3 : 0 (0:0, 1:0, 2:0) | Россия | Ледовый Дворец «Тампере», Тампере Зрителей: 7 131 |

| Отчёт | Отчёт                                         | Отчёт         | Отчёт                     | Отчёт                              |
| --- | --------------------------------------------- | ------------- | ------------------------- | ---------------------------------- |
| |                                               |               |                           |                                    |
| | Константин Барулин — 00:00-58:43, 59:45-60:00 | Вратари       | 00:00-60:00 — Атте Энгрен | Судьи: Микаэль Шёквист Линус Элунд |
| | Голы:                                         |               |                           | Судьи: Микаэль Шёквист Линус Элунд |
| Томми Хухтала (Т. Хартикайнен, Я. Иммонен) — 25:42 Сами Лепистё (Я. Иммонен) — 58:15 Петри Контиола (О. Осала, А. Салмела) — 59:45 | 1:0 2:0 3:0                                   |               |                           | Судьи: Микаэль Шёквист Линус Элунд |
| |                                               |               |                           | Судьи: Микаэль Шёквист Линус Элунд |
| |                                               |               |                           | Судьи: Микаэль Шёквист Линус Элунд |
| |                                               |               |                           | Судьи: Микаэль Шёквист Линус Элунд |
| 6 (2+2+2) мин | Штраф                                         | 4 (0+4+0) мин |                           | Судьи: Микаэль Шёквист Линус Элунд |
| |                                               |               |                           |                                    |
| | 28 (7+15+6)                                   | Броски        | 16 (4+4+8)                |                                    |

| 17 апреля 2015 20:00 МСК | Швеция | 1 : 4 (0:1, 0:0, 1:3) | Чехия | А3-Арена, Умео Зрителей: 4 520 |

| Отчёт                                  | Отчёт                                         | Отчёт | Отчёт                     | Отчёт                                 |
| -------------------------------------- | --------------------------------------------- | --- | ------------------------- | ------------------------------------- |
|                                        |                                               | |                           |                                       |
|                                        | Юэль Лассинантти — 00:00 - 58:21, 58:49-60:00 | Вратари | 00:00-60:00 — Якуб Коварж | Судьи: Алекси Рантала Яри-Пекка Паюла |
|                                        | Голы:                                         | |                           | Судьи: Алекси Рантала Яри-Пекка Паюла |
| Маркус Сёренсен (Л. Валльмарк) — 45:25 | 0:1 0:2 1:2 1:3 1:4                           | 07:55 — Мартин Затёвич (Л. Радил, П. Коукал) 42:46 — Адам Полашек (Я. Бухтеле, Л. Радил) 50:02 — Лукаш Радил (Я. Бухтеле) 58:49 — Лукаш Радил |                           | Судьи: Алекси Рантала Яри-Пекка Паюла |
|                                        |                                               | |                           | Судьи: Алекси Рантала Яри-Пекка Паюла |
|                                        |                                               | |                           | Судьи: Алекси Рантала Яри-Пекка Паюла |
|                                        |                                               | |                           | Судьи: Алекси Рантала Яри-Пекка Паюла |
| 6 мин                                  | Штраф                                         | 6 мин |                           | Судьи: Алекси Рантала Яри-Пекка Паюла |
|                                        |                                               | |                           |                                       |
|                                        | 24                                            | Броски | 30                        |                                       |

| 18 апреля 2015 14:00 МСК | Финляндия | 4 : 2 (2:1, 2:0, 0:1) | Россия | «Хартвалл Арена», Хельсинки Зрителей: 7 661 |

| Отчёт | Отчёт                    | Отчёт                                                                   | Отчёт                            | Отчёт                              |
| --- | ------------------------ | ----------------------------------------------------------------------- | -------------------------------- | ---------------------------------- |
| |                          |                                                                         |                                  |                                    |
| | Юусе Сарос — 00:00-60:00 | Вратари                                                                 | 00:00-59:33 — Константин Барулин | Судьи: Линус Элунд Микаэль Шёквист |
| | Голы:                    |                                                                         |                                  | Судьи: Линус Элунд Микаэль Шёквист |
| Осси Лоухиваара (Т. Хухтала) — 02:02 Осси Лоухиваара (В. Лаюнен, Т. Хухтала) — 04:31 Эса Линделль (П. Контиола) — 26:35 Леннарт Петрелль (П. Виртанен, Х. Песонен) — 36:03 | 1:0 2:0 2:1 3:1 4:1 4:2  | 19:56 — Антон Слепышев (М. Карпов) 57:33 — Евгений Бирюков (С. Широков) |                                  | Судьи: Линус Элунд Микаэль Шёквист |
| |                          |                                                                         |                                  | Судьи: Линус Элунд Микаэль Шёквист |
| |                          |                                                                         |                                  | Судьи: Линус Элунд Микаэль Шёквист |
| |                          |                                                                         |                                  | Судьи: Линус Элунд Микаэль Шёквист |
| 6 (2+4+0) мин | Штраф                    | 2 (0+2+0) мин                                                           |                                  | Судьи: Линус Элунд Микаэль Шёквист |
| |                          |                                                                         |                                  |                                    |
| | 22 (8+10+4)              | Броски                                                                  | 32 (9+16+7)                      |                                    |

| 19 апреля 2015 16:00 МСК | Швеция | 2 : 1 (1:1, 1:0, 0:0) | Чехия | E.ON Arena, Тимро Зрителей: 5 028 |

| Отчёт | Отчёт                                    | Отчёт                                          | Отчёт                     | Отчёт                                 |
| --- | ---------------------------------------- | ---------------------------------------------- | ------------------------- | ------------------------------------- |
| |                                          |                                                |                           |                                       |
| | Фредрик Петтерссон-Венцель — 00:00-60:00 | Вратари                                        | 00:00-60:00 — Якуб Коварж | Судьи: Алекси Рантала Паюла Яри-Пекка |
| | Голы:                                    |                                                |                           | Судьи: Алекси Рантала Паюла Яри-Пекка |
| Калле Андерссон (А. Турессон, А. Петерссон) — (бол) 19:14 Маркус Сёренсен (А. Турессон, Д. Рахими) — 24:02 | 0:1 1:1 2:1                              | 05:50 — Владимир Соботка (М. Бирнер, В. Мозик) |                           | Судьи: Алекси Рантала Паюла Яри-Пекка |
| |                                          |                                                |                           | Судьи: Алекси Рантала Паюла Яри-Пекка |
| |                                          |                                                |                           | Судьи: Алекси Рантала Паюла Яри-Пекка |
| |                                          |                                                |                           | Судьи: Алекси Рантала Паюла Яри-Пекка |
| 4 мин | Штраф                                    | 8 мин                                          |                           | Судьи: Алекси Рантала Паюла Яри-Пекка |
| |                                          |                                                |                           |                                       |
| |                                          |                                                |                           |                                       |

| 22 апреля 2015 18:30 МСК | Чехия | 4 : 1 (1:1, 1:0, 2:0) | Финляндия | Невога-Арена, Зноймо Зрителей: 4 800 |

| Отчёт | Отчёт                         | Отчёт                                            | Отчёт                     | Отчёт                                   |
| --- | ----------------------------- | ------------------------------------------------ | ------------------------- | --------------------------------------- |
| |                               |                                                  |                           |                                         |
| | Александр Салак — 00:00-60:00 | Вратари                                          | 00:00-60:00 — Атте Энгрен | Судьи: Сергей Кулаков Александр Сергеев |
| | Голы:                         |                                                  |                           | Судьи: Сергей Кулаков Александр Сергеев |
| Михал Вондрка (Я. Ворачек) — (бол) 14:08 Мартин Затёвич (Я. Ворачек) — 26:53 Владимир Соботка (М. Эрат) — (мен) 51:36 Мартин Эрат (Я. Ворачек) — (бол) 55:08 | 0:1 1:1 2:1 3:1 4:1           | 00:34 — Александр Барков (Ю. Аалтонен, Т. Рууту) |                           | Судьи: Сергей Кулаков Александр Сергеев |
| |                               |                                                  |                           | Судьи: Сергей Кулаков Александр Сергеев |
| |                               |                                                  |                           | Судьи: Сергей Кулаков Александр Сергеев |
| |                               |                                                  |                           | Судьи: Сергей Кулаков Александр Сергеев |
| 35 мин | Штраф                         | 28 мин                                           |                           | Судьи: Сергей Кулаков Александр Сергеев |
| |                               |                                                  |                           |                                         |
| |                               |                                                  |                           |                                         |

| 24 апреля 2015 19:00 МСК | Чехия | 3 : 2 Б (0:1, 1:0, 1:1, 0:0, 1:0) | Финляндия | ДРФГ Арена, Брно Зрителей: 7 200 |

| Отчёт                                                                                              | Отчёт                         | Отчёт | Отчёт                    | Отчёт                                   |
| -------------------------------------------------------------------------------------------------- | ----------------------------- | --- | ------------------------ | --------------------------------------- |
| |                               | |                          |                                         |
| | Александр Салак — 00:00-60:00 | Вратари | 00:00-60:00 — Юусе Сарос | Судьи: Сергей Кулаков Александр Сергеев |
| | Голы:                         | |                          | Судьи: Сергей Кулаков Александр Сергеев |
| Михал Йордан (Я. Крейчик) — 26:36 Владимир Соботка (Я. Ворачек, М. Эрат) — 56:10 Якуб Ворачек — ПБ | 0:1 1:1 2:1 2:2 3:2           | 09:23 (бол) — Туомо Рууту (П. Контиола, Ю. Хиетанен) 57:33 — Александр Барков (Ю. Йокинен, Т. Хартикайнен) |                          | Судьи: Сергей Кулаков Александр Сергеев |
| |                               | |                          | Судьи: Сергей Кулаков Александр Сергеев |
| |                               | |                          | Судьи: Сергей Кулаков Александр Сергеев |
| |                               | |                          | Судьи: Сергей Кулаков Александр Сергеев |
| 16 мин                                                                                             | Штраф                         | 28 мин |                          | Судьи: Сергей Кулаков Александр Сергеев |
| |                               | |                          |                                         |
| |                               | |                          |                                         |

| 24 апреля 2015 19:30 МСК | Россия | 4 : 5 (0:4, 2:1, 2:0) | Швеция | Арена Мытищи, Мытищи Зрителей: 6 747 |

| Отчёт | Отчёт                                    | Отчёт | Отчёт                    | Отчёт                         |
| --- | ---------------------------------------- | --- | ------------------------ | ----------------------------- |
| |                                          | |                          |                               |
| | Антон Худобин — 00:00-58:49, 59:24-59:48 | Вратари | 00:00-60:00 — Юнас Энрот | Судьи: Мартин Франё Робин Шир |
| | Голы:                                    | |                          | Судьи: Мартин Франё Робин Шир |
| Сергей Плотников (Е. Аверин Егор, Д. Апальков) — 27:40 Сергей Мозякин (А. Попов Александр, В. Ничушкин) — 36:55 Сергей Мозякин (В. Ничушкин, Д. Куликов) — (бол) 42:49 Александр Попов (А. Блажиевский, С. Мозякин) — 45:55 | 0:1 0:2 0:3 0:4 0:5 1:5 2:5 3:5 4:5      | 01:24 — Элиас Линдхольм (В. Раск, О. Клефбом) 08:44 — Никлас Даниэльссон (А. Ландер, Д. Рахими) 13:27 — Оливер Экман-Ларссон (И. Линдстрём) 18:05 — Андре Петерссон (М. Юханссон) 26:18 — Антон Ландер (О. Клефбом, И. Линдстрём) |                          | Судьи: Мартин Франё Робин Шир |
| |                                          | |                          | Судьи: Мартин Франё Робин Шир |
| |                                          | |                          | Судьи: Мартин Франё Робин Шир |
| |                                          | |                          | Судьи: Мартин Франё Робин Шир |
| 6 (2+0+4) мин | Штраф                                    | 14 (2+4+8) мин |                          | Судьи: Мартин Франё Робин Шир |
| |                                          | |                          |                               |
| | 37 (4+22+11)                             | Броски | 22 (11+5+6)              |                               |

| 25 апреля 2015 17:00 МСК | Россия | 2 : 3 ОТ (0:1, 1:0, 1:1, 0:1) | Швеция | Арена Мытищи, Мытищи Зрителей: 6 782 |

| Отчёт                                                                                  | Отчёт                           | Отчёт | Отчёт                    | Отчёт                         |
| -------------------------------------------------------------------------------------- | ------------------------------- | --- | ------------------------ | ----------------------------- |
|                                                                                        |                                 | |                          |                               |
|                                                                                        | Сергей Бобровский — 00:00-61:26 | Вратари | 00:00-61:26 — Юнас Энрот | Судьи: Мартин Франё Робин Шир |
|                                                                                        | Голы:                           | |                          | Судьи: Мартин Франё Робин Шир |
| Артемий Панарин (В. Шипачев) — 23:57 Евгений Медведев (Е. Дадонов, В. Шипачев) — 51:00 | 0:1 1:1 1:2 2:2 3:2             | 17:31 — Мартин Юханссон (М. Шёгрен, А. Петерссон) 47:52 (бол) — Йон Клингберг (И. Линдстрём) 61:36 — Маркус Сёренсен (М. Шёгрен Маттиас) |                          | Судьи: Мартин Франё Робин Шир |
|                                                                                        |                                 | |                          | Судьи: Мартин Франё Робин Шир |
|                                                                                        |                                 | |                          | Судьи: Мартин Франё Робин Шир |
|                                                                                        |                                 | |                          | Судьи: Мартин Франё Робин Шир |
| 10 (0+4+6+0) мин                                                                       | Штраф                           | 12 (0+8+4+0) мин |                          | Судьи: Мартин Франё Робин Шир |
|                                                                                        |                                 | |                          |                               |
|                                                                                        | 37 (14+19+4+0)                  | Броски | 27 (9+5+9+4)             |                               |

## Общая таблица
| Сборная   | И  | В | ВО | ПО | П | ШЗ | ШП | О  |
| --------- | -- | - | -- | -- | - | -- | -- | -- |
| Швеция    | 11 | 5 | 3  | 1  | 2 | 36 | 30 | 22 |
| Финляндия | 11 | 4 | 2  | 1  | 4 | 26 | 22 | 17 |
| Чехия     | 12 | 4 | 1  | 2  | 5 | 33 | 31 | 16 |
| Россия    | 12 | 4 | 0  | 2  | 6 | 29 | 39 | 14 |

### Лучшие бомбардиры
| Игрок           | Команда | О | Г | П | И  |
| --------------- | ------- | - | - | - | -- |
| Патрик Херсли   | Швеция  | 8 | 5 | 3 | 7  |
| Джимми Эрикссон | Швеция  | 8 | 4 | 4 | 6  |
| Илья Ковальчук  | Россия  | 8 | 2 | 6 | 5  |
| Лукаш Радил     | Чехия   | 7 | 3 | 4 | 10 |
| Андре Петерссон | Швеция  | 6 | 3 | 3 | 10 |

Примечание: И = Количество проведённых игр; Г = Голы; П = Голевые передачи; О = Очки

### Коэффициент надежности
| Игрок              | Команда   | Мин    | Бр    | ПШ | КН   | %ОБ   | И"0" |
| ------------------ | --------- | ------ | ----- | -- | ---- | ----- | ---- |
| Александр Ерёменко | Россия    | 60:00  | 29/29 | 0  | 0    | 100   | 1    |
| Юха Метсола        | Финляндия | 60:00  | 28/29 | 1  | 1    | 96,55 | 0    |
| Хенрик Карлссон    | Швеция    | 184:38 | 78/83 | 5  | 1.67 | 100   | 1    |
| Атте Энгрен        | Финляндия | 179:11 | 71/77 | 6  | 2    | 92.42 | 0    |
| Микко Коскинен     | Финляндия | 130:00 | 65/69 | 4  | 2    | 94.14 | 0    |

Примечание: Мин = Количество сыгранных минут; Бр = Броски; ПШ = Пропущено шайб; КН = Коэффициент надёжности; %ОБ = Процент отражённых бросков; И"0" = «Сухие игры»

### Процент отражённых бросков
| Игрок              | Команда   | Мин    | Бр    | ПШ | КН | %ОБ   | И"0" |
| ------------------ | --------- | ------ | ----- | -- | -- | ----- | ---- |
| Александр Ерёменко | Россия    | 60:00  | 29/29 | 0  | 0  | 100   | 1    |
| Юха Метсола        | Финляндия | 60:00  | 28/29 | 1  | 1  | 96.55 | 0    |
| Микко Коскинен     | Финляндия | 130:00 | 65/69 | 4  | 2  | 94.14 | 0    |
| Илья Сорокин       | Россия    | 60:00  | 28/30 | 2  | 2  | 92.86 | 0    |
| Константин Барулин | Россия    | 60:00  | 25/27 | 2  | 2  | 92.59 | 0    |

Примечание: Мин = Количество сыгранных минут; Бр = Броски; ПШ = Пропущено шайб; КН = Коэффициент надёжности; %ОБ = Процент отражённых бросков; И"0" = «Сухие игры»